# Lissonota imitatrix
Lissonota imitatrix là một loài tò vò trong họ Ichneumonidae.